# Бонштеттен, Карл Виктор фон
Карл (Шарль) Виктор фон Бонштеттен (1745—1832) — барон, швейцарский публицист, историк, педагог, философ, писатель

, государственный деятель.
Родился 3 сентября 1746 г. в Берне, учился в Лейдене, Кембридже и Париже; в 1776 г. он был избран членом Большого Совета в Берне, с 1779 г. действовал в качестве ландфохта в Саанен и в 1795 г. занял место верховного судьи в Лугано.
В 1782 г. появились его замечательные «Briefe über ein Schweiz. Hirtenland» (Базель). Избегая смут, поднявшихся в его отечестве, Бонштеттен уехал в 1796 г. в Италию, а оттуда по приглашению Фридерики Брун в Копенгаген, где оставался до 1801 г. и где написал «Kleine Schriften» (4 т. Копенгаген, 1799). Вернувшись в 1802 г. на родину, Бонштеттен избрал своим постоянным местожительством Женеву, где умер 3 февраля 1832 г.

## Произведения
Результаты его исследований о народном образовании появились под заглавием «Ueber Nationalbildung» (2 т. Цюрих, 1802). Вторичное путешествие в Италию доставило материал для «Voyage sur la scène des six derniers livres de l’Enéide» (Женева, 1804). Затем последовали: «Recherches sur la nature et les lois de l’imagination» (2 т. Женева, 1807); «Pensées diverses sur divers objets du bien public» (Женева, 1815); «Études de l’homme ou recherches sur les facultés de sentir et de penser» (2 т. 1821); «L’homme du Midi et l’homme du Nord» (1824). Его «Briefe an Mathisson» (с 1795—1827) изданы Фюсли (Füszli, Цюрих, 1827); «Briefe an Fried. Brun» — изданы Маттиссоном (2 тома, Франкф., 1829).